# Pseudobazisa
Pseudobazisa is een geslacht van vlinders van de familie spinneruilen (Erebidae), uit de onderfamilie Lymantriinae.

## Soorten
- P. desperata Hering, 1929
- P. kapanga Collenette, 1939
- P. perculta (Distant, 1897)
- P. phaeophlebia (Hampson, 1910)
- P. sericea (Hampson, 1910)
- P. thermochrous (Hering, 1929)